# NGC 149
NGC 149 es una galaxia lenticular localizada en la constelación de Andrómeda. Fue descubierta por Édouard Stephan el 4 de octubre de 1883.